# Raffaella Paita
Raffaella Paita (La Spezia, 23 novembre 1974) è una politica italiana, è stata deputata alla Camera dal 23 marzo 2018 al 12 ottobre 2022, eletta col Partito Democratico per poi passare ad Italia Viva di Matteo Renzi.

## Biografia
Giornalista pubblicista, all'età di 14 anni s'iscrive alla Federazione Giovanile Comunista Italiana, l'organizzazione giovanile del Partito Comunista Italiano (PCI), che, con la svolta della Bolognina di Achille Occhetto dal PCI al Partito Democratico della Sinistra (PDS), aderisce alla Sinistra Giovanile, dove ricopre gli incarichi di segretaria provinciale e regionale.
Alle elezioni amministrative del 1997 si candida al consiglio comunale de La Spezia, nelle liste del PDS a sostegno del candidato sindaco di centro-sinistra Giorgio Pagano, risultando eletta consigliera comunale e andando a ricoprire l'incarico di capogruppo del PDS nel consiglio comunale.
È stata dal 2002 al 2007 capo di gabinetto del sindaco della Spezia Pagano, mentre dal 2007 al 2010 assessore nella giunta comunale della Spezia guidata da Massimo Federici.
Alle elezioni regionali in Liguria del 2010 si candida con il Partito Democratico (PD), nella mozione del presidente uscente Claudio Burlando, risultando eletta nel collegio della Spezia con 9.248 preferenze in consiglio regionale della Liguria, dove ricopre brevemente l'incarico di capogruppo del PD, e diventando successivamente assessore alle infrastrutture e alla protezione civile nella giunta regionale della Liguria presieduta da Burlando, di cui è stata spesso molto vicina e in tale ruolo ha aperto i cantieri del Terzo Valico.

### Candidatura alle regionali in Liguria
In vista delle elezioni regionali del 2015 si candida alle primarie del centro-sinistra per la scelta del candidato presidente della Regione Liguria, dopo la decisione di Burlando di non correre per un altro mandato, venendo sostenuto da Burlando stesso, tutta la dirigenza renziana del PD e da due consiglieri regionali uscenti del Nuovo Centrodestra, dove vince ottenendo il 55% dei voti e superando l'europarlamentare Sergio Cofferati. Alla tornata elettorale Paita, dove si presenta sostenuta dal PD e le liste civiche Liguri per Paita e Liguria Cambia, viene sconfitta dal candidato di centro-destra Giovanni Toti, raccogliendo il 27,85% contro il 34,45% di Toti. Viene comunque eletta consigliera regionale in quanto candidata presidente seconda classificata, rimanendo in carica fino alla sua elezione a deputata nel 2018.

### Elezione a deputata
Alle elezioni politiche del 2018 viene candidata alla Camera dei deputati, tra le liste del Partito Democratico nel collegio plurinominale Liguria - 02, risultando eletta deputato. Nella XVIII legislatura della Repubblica è stata componente della Commissione parlamentare per le questioni regionali e della 9ª Commissione Trasporti, poste e telecomunicazioni, dove in quest'ultima ha ricoperto gli incarichi di capogruppo del PD prima ed Italia Viva poi, segretaria dal 21 giugno 2018 al 7 febbraio 2019 e presidente dal 29 luglio 2020 fino alla fine della legislatura.
In vista delle primarie del PD del 2019 Paita sostiene la mozione del segretario uscente Maurizio Martina, ex ministro delle politiche agricole nei governi Renzi e Gentiloni e rappresentante l'area "filo-renziana" del partito, che risulterà perdente arrivando secondo con il 22% dei voti dietro a Nicola Zingaretti (66%).
A seguito della scissione nel PD da parte del gruppo dei parlamentari renziani, Paita aderisce il 17 settembre 2019 alla fondazione di Italia Viva, partito fondato da Matteo Renzi di stampo liberale e centrista.

### Elezione a senatrice
Alle elezioni politiche anticipate del 2022 viene candidata al Senato della Repubblica, tra le liste di Azione - Italia Viva nei collegi plurinominali Liguria - 01 come capolista e Lazio - 01 in seconda posizione dietro a Carlo Calenda, risultando in quest'ultimo collegio eletta senatrice. Nella XIX legislatura è componente della 5ª Commissione Bilancio, della Commissione straordinaria per il contrasto dei fenomeni di intolleranza, razzismo, antisemitismo e istigazione all'odio e alla violenza, della Commissione parlamentare antimafia e della controversa Commissione parlamentare d'inchiesta sull'emergenza sanitaria epidemiologica da SARS-CoV-2, oltre a presentare un emendamento alla legge di Bilancio 2024 per ridurre l'IVA sulle ostriche.
Paita venne scelta poi come capogruppo del gruppo parlamentare Azione - Italia Viva - Renew Europe a Palazzo Madama, rimanendo in carica fino al 19 luglio 2023 e venendo sostituita da Enrico Borghi, per poi sostituirlo il 4 marzo 2025.

### Coordinatrice di Italia Viva
Il 10 giugno 2023 viene nominata da Matteo Renzi coordinatrice nazionale di Italia Viva, in vista del primo congresso del partito.
Ad ottobre 2024, durante l'approvazione della legge che rende la gestazione per altri “reato universale”, si dichiara contro sia all'istituzione del reato che alla gestazione per altri stessa.
Alle elezioni europee del 2024 viene candidata al Parlamento europeo, tra le liste di Stati Uniti d'Europa (costituita principalmente da Italia Viva e +Europa) nella circoscrizione Italia nord-occidentale, raccogliendo 14.648 preferenze e piazzandosi terza dietro a Matteo Renzi ed Emma Bonino ma, a causa del mancato superamento della soglia di sbarramento (del 4%) della lista, risulta non eletta.

## Vita privata
È sposata con Luigi Merlo, ex assessore ai trasporti della Regione Liguria con Claudio Burlando ed ex presidente dell'autorità portuale del porto di Genova, con cui ha un figlio: Francesco.

## Vicende giudiziarie
Il 16 aprile 2015 Paita viene indagata per omicidio colposo, crollo di costruzioni o altri disastri dolosi e delitti colposi di danno dalla procura di Genova, per il mancato allarme durante l'alluvione di Genova del 2014 perché, nonostante le previsioni meteorologiche sfavorevoli e le fortissime piogge in corso, rimase chiusa fino alla mezzanotte la sala operativa della Protezione Civile in viale Brigate Partigiane a Genova, che avrebbe dovuto coordinare i soccorsi. Il 7 aprile 2016 rende noto di avere richiesto di essere processata tramite giudizio abbreviato.
Il 21 ottobre 2016 il GUP assolve Paita dai reati contestatele perché "il fatto non sussiste". Il PM annuncia ricorso in appello, ma il 2 aprile 2019 la Corte d'appello di Genova assolve nuovamente Paita ribadendo la stessa motivazione.